# Elecciones provinciales de Salta de 2023
Las elecciones generales de la provincia de Salta de 2023 se realizaron el 14 de mayo. En ella se eligieron gobernador y vicegobernador, diputados y senadores provinciales (electos por departamento) y concejales e intendentes (electos por municipio). Los candidatos fueron oficializados el 26 de marzo de 2023.

## Candidatos
| Logo                                                                                              | Logo                                               | Partido/Alianza                          | Partidos en la alianza | Candidato a gobernador                                 | Candidato a gobernador                                 | Candidato a vicegobernador | Candidato a vicegobernador |
| ------------------------------------------------------------------------------------------------- | -------------------------------------------------- | ---------------------------------------- | --- | ------------------------------------------------------ | ------------------------------------------------------ | -------------------------- | -------------------------- |
|                                                                                                   |                                                    | Alianza Gustavo Gobernador               | Ver partidos:Frente Unidos por Salta: - Primero Salta - Salta Nos Une - Partido Conservador Popular - Propuesta Salteña - Partido Autonomista - Todos por Salta - Partido del Trabajo y la Equidad Frente Vamos Salta: - Partido Justicialista - Frente Salteño - Memoria y Movilización Social - Movimiento Libres del Sur - Representar - Partido Fe - Partido Renovador de Salta Frente PAIS: - Partido Identidad Salteña - Acuerdo por la Democracia Social |                                                        | Gustavo Sáenz                                          |                            | Antonio Marocco            |
| - Gobernador de la Provincia de Salta (desde 2019)                                                | - Gobernador de la Provincia de Salta (desde 2019) | Alianza Gustavo Gobernador               | Ver partidos:Frente Unidos por Salta: - Primero Salta - Salta Nos Une - Partido Conservador Popular - Propuesta Salteña - Partido Autonomista - Todos por Salta - Partido del Trabajo y la Equidad Frente Vamos Salta: - Partido Justicialista - Frente Salteño - Memoria y Movilización Social - Movimiento Libres del Sur - Representar - Partido Fe - Partido Renovador de Salta Frente PAIS: - Partido Identidad Salteña - Acuerdo por la Democracia Social | - Vicegobernador de la Provincia de Salta (desde 2019) | - Vicegobernador de la Provincia de Salta (desde 2019) |                            |                            |
|                                                                                                   |                                                    | Entre Todos                              | Ver partidos: - Igualar - Frente Grande - Frente Patria Grande |                                                        | Walter Wayar                                           |                            | Iván Mizzau                |
| - Senador provincial por Cachi (desde 2021) - Vicegobernador de la Provincia de Salta (1995-2007) |                                                    | Entre Todos                              | Ver partidos: - Igualar - Frente Grande - Frente Patria Grande |                                                        |                                                        |                            |                            |
|                                                                                                   |                                                    | Juntos por el Cambio                     | Ver partidos: - Unión Cívica Radical - Frente Plural - Propuesta Republicana |                                                        | Miguel Nanni                                           |                            | Virginia Cornejo           |
| - Diputado nacional (desde 2015)                                                                  | - Diputado nacional (desde 2015)                   | Juntos por el Cambio                     | Ver partidos: - Unión Cívica Radical - Frente Plural - Propuesta Republicana | - Diputada nacional (desde 2019)                       | - Diputada nacional (desde 2019)                       |                            |                            |
|                                                                                                   |                                                    | Frente Avancemos                         | Ver partidos: - Ahora Patria - Si-Salta Independiente - Movimiento Popular Unido - Partido de la Victoria - Partido de la Cultura, la Educación y el Trabajo - Salta Somos Todos |                                                        | Emiliano Estrada                                       |                            | Carlos Zapata              |
| - Diputado nacional (2021-presente)                                                               | - Diputado nacional (2021-presente)                | Frente Avancemos                         | Ver partidos: - Ahora Patria - Si-Salta Independiente - Movimiento Popular Unido - Partido de la Victoria - Partido de la Cultura, la Educación y el Trabajo - Salta Somos Todos | - Diputado nacional (2021-presente)                    | - Diputado nacional (2021-presente)                    |                            |                            |
|                                                                                                   | Salta Avanza con Vos                               | Salta Avanza con Vos                     | Ver partidos: - Unión Victoria Popular - Movimiento Unido Quebrachaleño - Partido Federal Alternativo Regional Organizado Faro |                                                        | Lucio Paz Posse                                        |                            | Lorena Farjat              |
| - Expresidente de Aguas del Norte                                                                 | Salta Avanza con Vos                               | Salta Avanza con Vos                     | Ver partidos: - Unión Victoria Popular - Movimiento Unido Quebrachaleño - Partido Federal Alternativo Regional Organizado Faro |                                                        |                                                        |                            |                            |
|                                                                                                   |                                                    | Salta Para Todos                         | Ver partidos: - Partido del Trabajo y del Pueblo - Kolina |                                                        | Lia Verónica Caliva                                    |                            | Carlos Gravanago           |
| - Diputada nacional (2019-presente)                                                               |                                                    | Salta Para Todos                         | Ver partidos: - Partido del Trabajo y del Pueblo - Kolina |                                                        |                                                        |                            |                            |
|                                                                                                   |                                                    | Frente de Izquierda MST - Partido Obrero | Ver partidos: - Movimiento Socialista de los Trabajadores - Partido Obrero |                                                        | Claudio del Plá                                        |                            | Lorena Vanesa Hidalgo      |
| - Diputado provincial (2003-2007, 2009-2021)                                                      |                                                    | Frente de Izquierda MST - Partido Obrero | Ver partidos: - Movimiento Socialista de los Trabajadores - Partido Obrero |                                                        |                                                        |                            |                            |
|                                                                                                   | Partido Felicidad                                  | Salta Va Con Felicidad                   | Partido sin alianza |                                                        | Mauro Sabbadini                                        |                            | Jimena Loayza Pacheco      |
|                                                                                                   |                                                    | Salta Va Con Felicidad                   | Partido sin alianza |                                                        |                                                        |                            |                            |
|                                                                                                   |                                                    | Unidad Popular                           | Partido sin alianza |                                                        | Ramiro Escotorin                                       |                            | Patricia Caliva            |
|                                                                                                   |                                                    | Unidad Popular                           | Partido sin alianza |                                                        |                                                        |                            |                            |
|                                                                                                   |                                                    | Movimiento al Socialismo                 | Partido sin alianza |                                                        | Marcos Tognolini                                       |                            | Mirta Ramos                |
|                                                                                                   |                                                    | Movimiento al Socialismo                 | Partido sin alianza |                                                        |                                                        |                            |                            |
|                                                                                                   |                                                    | Partido de los Trabajadores Socialistas  | Partido sin alianza |                                                        | Daniela Planes Saiz                                    |                            | Verónica Tejerina          |
|                                                                                                   |                                                    | Partido de los Trabajadores Socialistas  | Partido sin alianza |                                                        |                                                        |                            |                            |
|                                                                                                   |                                                    | Política Obrera                          | Partido sin alianza |                                                        | Violeta Gil                                            |                            | Ángel Tolaba               |
|                                                                                                   |                                                    | Política Obrera                          | Partido sin alianza |                                                        |                                                        |                            |                            |

## Renovación legislativa
| Departamento           | Cámara de Diputados | Cámara de Diputados | Cámara de Senadores | Cámara de Senadores |
| Departamento           | Diputados           | A renovar           | Senadores           | A renovar           |
| ---------------------- | ------------------- | ------------------- | ------------------- | ------------------- |
| Anta                   | 3                   | —                   | 1                   | 1                   |
| Cachi                  | 1                   | —                   | 1                   | —                   |
| Cafayate               | 1                   | —                   | 1                   | —                   |
| Capital                | 19                  | 9                   | 1                   | —                   |
| Cerrillos              | 2                   | 2                   | 1                   | 1                   |
| Chicoana               | 1                   | —                   | 1                   | —                   |
| General Güemes         | 2                   | 2                   | 1                   | —                   |
| General San Martín     | 6                   | 3                   | 1                   | 1                   |
| Guachipas              | 1                   | 1                   | 1                   | —                   |
| Iruya                  | 1                   | —                   | 1                   | 1                   |
| La Caldera             | 1                   | 1                   | 1                   | —                   |
| La Candelaria          | 1                   | 1                   | 1                   | 1                   |
| La Poma                | 1                   | 1                   | 1                   | —                   |
| La Viña                | 1                   | 1                   | 1                   | 1                   |
| Los Andes              | 1                   | 1                   | 1                   | —                   |
| Metán                  | 3                   | —                   | 1                   | 1                   |
| Molinos                | 1                   | 1                   | 1                   | —                   |
| Orán                   | 6                   | 3                   | 1                   | 1                   |
| Rivadavia              | 2                   | —                   | 1                   | 1                   |
| Rosario de la Frontera | 2                   | —                   | 1                   | 1                   |
| Rosario de Lerma       | 2                   | 2                   | 1                   | —                   |
| San Carlos             | 1                   | 1                   | 1                   | —                   |
| Santa Victoria         | 1                   | 1                   | 1                   | 1                   |
| Total                  | 60                  | 30                  | 23                  | 11                  |

## Encuestas
| Fecha                    | Encuestadora            | PAIS          | FdT          | JxC          | Avancemos        | FIT-U           | Otros | Blanco | Indecisos |
| Fecha                    | Encuestadora            | Gustavo Sáenz | Walter Wayar | Miguel Nanni | Emiliano Estrada | Claudio del Plá | Otros | Blanco | Indecisos |
| ------------------------ | ----------------------- | ------------- | ------------ | ------------ | ---------------- | --------------- | ----- | ------ | --------- |
| Fecha                    | Encuestadora            |               |              |              |                  |                 | Otros | Blanco | Indecisos |
| 5 - 9 de mayo de 2023    | CB Consultora           | 41,2          | 4,8          | 14,4         | 20,5             | 1,1             | 8,1   | 9,8    | -         |
| 5 - 9 de mayo de 2023    | CB Consultora           | 37,3          | 4,4          | 13,1         | 18,6             | 1               | 7,4   | 8,9    | 9,3       |
| 21-22 de abril de 2023   | Consultora Escenarios   | 52,37         | 2,57         | 4,48         | 8,4              | -               | 3,02  | 19,1   | 10,06     |
| 13 - 18 de marzo de 2023 | Consultora Tendencias   | 35,6          | -            | 12,9         | 18,5             | 6,1             | 4     | 7,6    | 15,3      |
|                          |                         |               |              |              |                  |                 |       |        |           |
| 15 de agosto de 2021     | Elecciones provinciales | 23,81         | 11,13        | 18,33        | -                | 2,91            | 43,82 | 9,49   | -         |

## Resultados

### Gobernador y vicegobernador
| Fórmula                     | Fórmula                         | Partido               | Partido                                     | Votos     | %     |
| Gobernador                  | Vicegobernador                  | Partido               | Partido                                     | Votos     | %     |
| --------------------------- | ------------------------------- | --------------------- | ------------------------------------------- | --------- | ----- |
| Gustavo Sáenz               | Antonio Marocco                 |                       | Alianza Gustavo Gobernador                  | 337.621   | 47,51 |
| Miguel Nanni                | Virginia Cornejo                |                       | Juntos por el Cambio                        | 122.766   | 17,27 |
| Emiliano Estrada            | Carlos Zapata                   |                       | Avancemos                                   | 114.867   | 16,16 |
| Walter Wayar                | Iván Guerino del Milagro Mizzau |                       | Entre Todos                                 | 36.537    | 5,14  |
| Verónica Caliva             | Carlos Alejandro Gravanago      |                       | Salta Para Todos                            | 20.646    | 2,91  |
| Lucio Manuel Paz Martínez   | Lorena Verónica Marina Farjat   |                       | Salta Avanza con Vos                        | 19.028    | 2,68  |
| Claudio del Plá             | Lorena Vanesa Hidalgo           |                       | Frente de Izquierda                         | 15.404    | 2,17  |
| Violeta Gil                 | Ángel Rodolfo Tolaba            |                       | Política Obrera                             | 14.175    | 1,99  |
| Mauro Diego Sabbadini       | Jimena Lucía Loayza Pacheco     |                       | Salta Va Con Felicidad                      | 10.108    | 1,42  |
| Daniela Beatriz Planes Saiz | Verónica Cecilia Tejerina       |                       | Partido de Trabajadores por el Socialismo   | 7.511     | 1,06  |
| Ramiro Daniel Escotorin     | Patricia del Valle Caliva       |                       | Instrumento Electoral por la Unidad Popular | 7.051     | 0,99  |
| Marcos Tognolini            | Mirta Ramos                     |                       | Movimiento al Socialismo                    | 4.970     | 0,70  |
| Votos afirmativos           | Votos afirmativos               | Votos afirmativos     | Votos afirmativos                           | 710.684   | 94,40 |
| Votos en blanco             | Votos en blanco                 | Votos en blanco       | Votos en blanco                             | 41.278    | 5,48  |
| Votos nulos                 | Votos nulos                     | Votos nulos           | Votos nulos                                 | 879       | 0,12  |
| Participación               | Participación                   | Participación         | Participación                               | 752.841   | 69,55 |
| Electores registrados       | Electores registrados           | Electores registrados | Electores registrados                       | 1.082.462 | 100   |
| Fuente:                     |                                 |                       |                                             |           |       |

### Cámara de Diputados
| ← 2021 · Cámara de Diputados · 2025 → | ← 2021 · Cámara de Diputados · 2025 →       | ← 2021 · Cámara de Diputados · 2025 →       | ← 2021 · Cámara de Diputados · 2025 → | ← 2021 · Cámara de Diputados · 2025 → | ← 2021 · Cámara de Diputados · 2025 → |
| Partido                               | Partido                                     | Partido                                     | Votos                                 | %                                     | Bancas                                |
| ------------------------------------- | ------------------------------------------- | ------------------------------------------- | ------------------------------------- | ------------------------------------- | ------------------------------------- |
|                                       |                                             | Partido Justicialista                       | 60.821                                | 10,59                                 | 7/30                                  |
|                                       | Vamos Salta                                 | 45.942                                      | 8,00                                  | 6/30                                  |                                       |
|                                       | Unidos por Salta                            | 36.325                                      | 6,32                                  | 4/30                                  |                                       |
|                                       | Frente Salteño                              | 49.733                                      | 8,66                                  | 2/30                                  |                                       |
|                                       | Primero Salta                               | 36.283                                      | 6,31                                  | 2/30                                  |                                       |
|                                       | Movimiento Libres del Sur                   | 28.097                                      | 4,89                                  | 1/30                                  |                                       |
|                                       | Partido Conservador Popular                 | 19.679                                      | 3,43                                  | 1/30                                  |                                       |
|                                       | Salta nos Une                               | 18.543                                      | 3,23                                  | 1/30                                  |                                       |
|                                       | Memoria y Movilización Social               | 2.475                                       | 0,43                                  | 1/30                                  |                                       |
|                                       | Partido Renovador de Salta                  | 8.158                                       | 1,42                                  |                                       |                                       |
|                                       | Partido Autonomista                         | 7.318                                       | 1,27                                  |                                       |                                       |
|                                       | Partido del Trabajo y la Equidad            | 588                                         | 0,10                                  |                                       |                                       |
|                                       | Representar                                 | 142                                         | 0,02                                  |                                       |                                       |
| Total Alianza Gustavo Gobernador      | Total Alianza Gustavo Gobernador            | Total Alianza Gustavo Gobernador            | 314.104                               | 54,67                                 | 26/30                                 |
|                                       |                                             | Avancemos                                   | 47.443                                | 8,26                                  | 2/30                                  |
|                                       | Partido de la Victoria                      | 14.415                                      | 2,51                                  |                                       |                                       |
|                                       | SI - Salta Independiente                    | 7.002                                       | 1,22                                  |                                       |                                       |
|                                       | Ahora Patria                                | 5.021                                       | 0,87                                  |                                       |                                       |
| Total Avancemos                       | Total Avancemos                             | Total Avancemos                             | 73.881                                | 12,86                                 | 2/30                                  |
|                                       |                                             | Juntos por el Cambio                        | 67.766                                | 11,79                                 | 2/30                                  |
|                                       | Propuesta Republicana                       | 3.025                                       | 0,53                                  |                                       |                                       |
| Total Juntos por el Cambio            | Total Juntos por el Cambio                  | Total Juntos por el Cambio                  | 70.791                                | 12,32                                 | 2/30                                  |
|                                       |                                             | Entre Todos                                 | 31.383                                | 5,46                                  |                                       |
|                                       | Igualar                                     | 558                                         | 0,10                                  |                                       |                                       |
| Total Entre Todos                     | Total Entre Todos                           | Total Entre Todos                           | 31.941                                | 5,56                                  |                                       |
|                                       | Frente de Izquierda                         | Frente de Izquierda                         | 19.990                                | 3,48                                  |                                       |
|                                       | Salta Avanza con Vos                        | Salta Avanza con Vos                        | 15.905                                | 2,77                                  |                                       |
|                                       | Salta Para Todos                            | Salta Para Todos                            | 15.718                                | 2,74                                  |                                       |
|                                       | Política Obrera                             | Política Obrera                             | 10.622                                | 1,85                                  |                                       |
|                                       | Salta Va Con Felicidad                      | Salta Va Con Felicidad                      | 10.400                                | 1,81                                  |                                       |
|                                       | Instrumento Electoral por la Unidad Popular | Instrumento Electoral por la Unidad Popular | 5.148                                 | 0,90                                  |                                       |
|                                       | Partido de Trabajadores por el Socialismo   | Partido de Trabajadores por el Socialismo   | 3.195                                 | 0,56                                  |                                       |
|                                       | Movimiento al Socialismo                    | Movimiento al Socialismo                    | 2.865                                 | 0,50                                  |                                       |
| Votos positivos                       | Votos positivos                             | Votos positivos                             | 574.560                               | 92,45                                 |                                       |
| Votos en blanco                       | Votos en blanco                             | Votos en blanco                             | 46.133                                | 7,42                                  |                                       |
| Votos nulos                           | Votos nulos                                 | Votos nulos                                 | 758                                   | 0,12                                  |                                       |
| Participación                         | Participación                               | Participación                               | 621.451                               | 69,62                                 |                                       |
| Electores registrados                 | Electores registrados                       | Electores registrados                       | 892.602                               | 100                                   |                                       |
| Fuentes:                              |                                             |                                             |                                       |                                       |                                       |

#### Resultados por departamento
| Capital 9 Diputados          | Capital 9 Diputados                         | Capital 9 Diputados | Capital 9 Diputados | Capital 9 Diputados | Capital 9 Diputados |
| Partido                      | Partido                                     | Votos               | %                   | Bancas              | Candidatos |
| ---------------------------- | ------------------------------------------- | ------------------- | ------------------- | ------------------- | --- |
|                              | Juntos por el Cambio                        | 41.686              | 14,04               | 2/9                 | Ver candidatos: 1. José Miguel Gauffin 2. Adriana Soledad Farfán 3. Santiago García Pinto 4. María Norma Beatriz Belmont 5. Álvaro Ulloa de la Serna 6. Graciela de los Ángeles Abutt Carol 7. Sergio Alejandro Bustos 8. Oriana Nevora 9. Humberto Ibarguren                                |
|                              | Partido Justicialista                       | 32.642              | 10,99               | 2/9                 | Ver candidatos: 1. Juan José Esteban 2. Laura Deolinda Cartuccia 3. Gustavo Daniel Franceschi 4. Agustina Agolio Figueroa 5. Mario Guillermo Siares 6. Adriana Isabel Chávez 7. Baltazar Mauricio Vece Guzmán 8. Virginia Lisi Fernández Cruz 9. Aldo Rubén Cámara Samson                    |
|                              | Frente Salteño                              | 28.153              | 9,48                | 1/9                 | Ver candidatos: 1. Mónica Gabriela Juárez 2. Pablo Alejandro López 3. María Soledad Gramajo Salomón 4. Guillermo Pieve 5. Eva Natalia Ávila 6. Federico Martín Núñez Burgos 7. María Laura Storniolo Pons 8. Federico Maximiliano Villafañe 9. Rocío Natali Ríos                             |
|                              | Movimiento Libres del Sur                   | 28.097              | 9,46                | 1/9                 | Ver candidatos: 1. Carlos Fernando Morello 2. María del Socorro Villamayor 3. Jorge Daniel López Mirau 4. Mercedes del Pilar Toledo 5. José Matías Assennato 6. Karina de los Ángeles Villagra 7. Carlos Federico Maigua 8. Leonor Caucota 9. Carlos Daniel Musa                             |
|                              | Primero Salta                               | 26.172              | 8,81                | 1/9                 | Ver candidatos: 1. Adrián Alfredo Valenzuela Giantomasi 2. Natalia Suppa 3. César Alejandro Segura 4. Marcela Alejandra Ocampos 5. Luis Raúl López 6. Alina Noelia Guías 7. Miguel Alfredo Lucena 8. Alcira Esperanza Muñoz 9. Pablo Fernando Genovese Aparicio                              |
|                              | Partido Conservador Popular                 | 19.679              | 6,62                | 1/9                 | Ver candidatos: 1. Guillermo Durand Cornejo 2. Agustina Gallo Pulo 3. Lucas Sebastián Amado 4. Ana Inés Bustos Fierro 5. Hugo Ernesto Barrera 6. María Valeria Capisano 7. Santiago David Konstantinovsky 8. Carina Cristal Pardo Tarraga 9. Matías Aníbal Maiztegui                         |
|                              | Salta nos Une                               | 18.543              | 6,24                | 1/9                 | Ver candidatos: 1. Omar Exeni Armiñana 2. María Isabel Juncosa Llimos 3. Martín Alfredo Guaymas 4. Paula Andrea Navarro 5. Héctor Ramón Guerra 6. Jimena Romina Lara 7. Leandro Joaquín Espinoza 8. Lorena Elizabet Ruiz 9. Hans Waiss Avellaneda                                            |
|                              | Frente de Izquierda                         | 13.358              | 4,50                | 0/9                 | Ver candidatos: 1. Andrea Carolina Villegas 2. Pablo Sebastián López 3. Carmen Rosa Venencia 4. César Augusto Daza 5. Inés Anabel Renfijes 6. Rodolfo Héctor Burgos 7. Norma Elizabeth Colpari 8. José Mauricio Cortes 9. Claudia Edith Banegas                                              |
|                              | Entre Todos                                 | 12.503              | 4,21                | 0/9                 | Ver candidatos: 1. Lucas Javier Godoy 2. Elía Fernández 3. Carlos Hugo Melián 4. Lucía Doljanin 5. Luis Guillermo Vaca 6. Daniela Raquel del Carmen Muñoz 7. Santos Vicente Narváez 8. Lourdes María Angélica Orellana 9. Carlos Manuel Giménez                                              |
|                              | Avancemos                                   | 9.148               | 3,08                | 0/9                 | Ver candidatos: 1. Jorge Javier Ovejero 2. Beatriz Fabiana Camacho 3. Fernando Ricardo Echazú Russo 4. Florencia Inés Bustamante 5. Alejandro Sylvester 6. Marta Elizabet Soria 7. Héctor Hugo Aguierre Panighini 8. Andrea Paola Arias 9. Leandro Joaquín Guanuco                           |
|                              | Salta Para Todos                            | 7.398               | 2,49                | 0/9                 | Ver candidatos: 1. Diego Armando Arroyo 2. Maira Silvana López 3. Julio César Molina 4. Irene Petrona Cari 5. Alberto Rex González 6. Silvia Susane Sagle 7. Héctor Miguel Sarapura 8. Mercedes Adriana Figueroa 9. Martín Miguel Giménez                                                    |
|                              | Partido Renovador de Salta                  | 7.331               | 2,46                | 0/9                 | Ver candidatos: 1. Natalia Inés Aguiar 2. Héctor Fernando Dolz 3. Laura Cristina Zelarayán 4. Gabriel Nicolás Muratore 5. María Cristina Sangari 6. Eduardo Benito Trapalla 7. Esilda América Gómez 8. Fredy Norberto Cano 9. Mirta Mónica Cansino                                           |
|                              | Partido Autonomista                         | 7.318               | 2,46                | 0/9                 | Ver candidatos: 1. Abel Cornejo 2. Claudia Alejandra Lamas 3. Nicolás Zenteno Núñez 4. Liliana Cándida Pastor 5. Oscar Antonio Lezcano 6. Patricia Gabriela Flores 7. Oscar Farfán 8. Eliana Verónica González 9. Juan Manuel Ramos                                                          |
|                              | SI - Salta Independiente                    | 7.002               | 2,35                | 0/9                 | Ver candidatos: 1. Marianela Ibarra Afranllie 2. Leonardo Fabián González Caliba 3. Nora Silvina Cabana 4. Sergio Oscar Silvestre Maggi 5. Alfonsina Adriana Erazu 6. Gustavo Carlos Brandán 7. Bibiana Jasbel Singh Kaur 8. Gabriel Walter Barbito Torres 9. María Alejandra Gómez          |
|                              | Política Obrera                             | 6.735               | 2,26                | 0/9                 | Ver candidatos: 1. Gabriela Patricia Jorge 2. Miguel Ángel García 3. Yolanda Mercedes Caliva 4. Carlos Damián Hoyos 5. Verónica del Valle Ábalos 6. Carlos Alejandro López 7. Arminda Marta Zambrano 8. Ariel David López 9. Patricia Rosanna Poblete González                               |
|                              | Partido de la Victoria                      | 6.620               | 2,23                | 0/9                 | Ver candidatos: 1. Juan Pablo Marcó 2. Noelia Lihué Figueroa 3. Alejandro Gabriel Nanterne 4. Miriam Elina Zerpa 5. Omar Carlos Vega 6. Graciela Noemí González 7. Sergio Roberto Juárez 8. Romina Salomé Zuleta Sánchez 9. Víctor Federico Hanne                                            |
|                              | Salta Avanza con Vos                        | 5.249               | 1,76                | 0/9                 | Ver candidatos: 1. Nelson Lecuona de Prat 2. Alba Quintar 3. Rolando Serrano 4. Fabiana Lucrecia Almirón Tacacho 5. Mariano Javier Baravalle 6. Belén Natalia Sánchez Belmont 7. Luis Roberto Alcoba 8. Teresa Raquel Guzmán 9. Germán Albrecht                                              |
|                              | Ahora Patria                                | 5.021               | 1,69                | 0/9                 | Ver candidatos: 1. Julieta Estefanía Perdigón Weber 2. Claudio José Casino 3. María de Aranzazu Durañona Blaser 4. José Alberto Ibarra 5. Lorena Raquel Ale Colodro 6. Guillermo Federico Lizarraga 7. María del Milagro Matulovich Soto 8. Damián Álvaro Guzmán 9. Nora Micaela Flores      |
|                              | Salta Va Con Felicidad                      | 4.993               | 1,68                | 0/9                 | Ver candidatos: 1. María Martínez Angélica Morales Miy 2. Marcelo Sebastián Pozzi 3. Rosa Yámana Nojuenteya Gea Zamora 4. Enrique Nelsson Laguna 5. Patricia del Valle Bitriaga 6. Eduardo Carlos Robino 7. Silvia Beatriz Salinas Fresco 8. Andrés Sebastián Burgos 9. Natalia Soledad Vaca |
|                              | Partido de Trabajadores por el Socialismo   | 3.195               | 1,07                | 0/9                 | Ver candidatos: Josefina Ciotta Gabriel Antonio Bautista Camila María del Milagro Pardo Marquiegui Pablo Alejandro Díaz Juárez Flavia Beatriz Cabana Patricio Nicolás Rosales María José Martí Mario Andre Saravia Natalia Nahir Choque                                                      |
|                              | Instrumento Electoral por la Unidad Popular | 3.136               | 1,05                | 0/9                 | Ver candidatos: 1. Félix González Bonorino 2. Andrea Jimena Andrade 3. Carlos Adolfo Murga 4. Julieta Alejandra Balza 5. Hernán Ramiro Aguilera 6. Viviana Silva Cacacci 7. Sixto Federico Guanca 8. Beatriz Marisel Xamena 9. Luciano Agustín Flores                                        |
|                              | Movimiento al Socialismo                    | 2.865               | 0,96                | 0/9                 | Ver candidatos: 1. Enzo Pablo Mamani Chauque 2. Marcela Viviana López 3. José Raúl Cabrera 4. Daniela Cristina Córdoba Gavenda 5. Luis Alberto Carrasco 6. Mónica Elizabeth Martínez 7. Carlos Gabriel Yapura Jaime 8. Ana Paula Maidana Morales 9. José Marcelo Fadel                       |
| Votos positivos              | Votos positivos                             | 296.844             | 92,04               |                     | |
| Votos en blanco              | Votos en blanco                             | 25.657              | 7,95                |                     | |
| Votos nulos                  | Votos nulos                                 | 504                 | 0,15                |                     | |
| Participación                | Participación                               | 323.005             | 71,88               |                     | |
| Electores registrados        | Electores registrados                       | 448.652             | 100                 |                     | |
| Cerrillos 2 Diputados        |                                             |                     |                     |                     | |
| Partido                      | Partido                                     | Votos               | %                   | Bancas              | Candidatos |
|                              | Vamos Salta                                 | 8.468               | 29,80               | 1/2                 | 1. Carlos Ignacio Jorge de la Zerda 2. Flacia Carolina Imperatrice |
|                              | Unidos por Salta                            | 8.098               | 28,50               | 1/2                 | 1. Luis Fernando Albeza 2. María Gabriela Ramírez |
|                              | Avancemos                                   | 3.716               | 13,08               | 0/2                 | 1. Justino Ustarez Colque 2. Ana Edith Martínez Serrano |
|                              | Juntos por el Cambio                        | 3.608               | 12,70               | 0/2                 | 1. Sergio Rubén Fermoselle 2. María Cristina Saracho |
|                              | Entre Todos                                 | 1.209               | 4,25                | 0/2                 | 1. Celia Alejandra Alancay 2. Martín Gerardo Sajama |
|                              | Salta Para Todos                            | 1.007               | 3,54                | 0/2                 | 1. Carmen Rafaela Lilia Arias 2. Alexander Emanuel Cantero |
|                              | Salta Avanza con Vos                        | 974                 | 3,42                | 0/2                 | 1. Carlos Andrés Paz 2. Rita Agustina Cruz |
|                              | Salta Va Con Felicidad                      | 770                 | 2,71                | 0/2                 | 1. Martha Josefina Cruz 2. Iván Omar Lamas |
|                              | Igualar                                     | 558                 | 1,96                | 0/2                 | 1. Aaron Exequiel Agüero González 2. Susana Edith Millares |
| Votos positivos              | Votos positivos                             | 28.408              | 90,92               |                     | |
| Votos en blanco              | Votos en blanco                             | 2.834               | 9,07                |                     | |
| Votos nulos                  | Votos nulos                                 | 28                  | 0,08                |                     | |
| Participación                | Participación                               | 31.270              | 74,58               |                     | |
| Electores registrados        | Electores registrados                       | 41.889              | 100                 |                     | |
| General Güemes 2 Diputados   |                                             |                     |                     |                     | |
| Partido                      | Partido                                     | Votos               | %                   | Bancas              | Candidatos |
|                              | Vamos Salta                                 | 7.902               | 27,85               | 1/2                 | 1. Daniel Alejandro Segura Giménez 2. Patricia Adriana Alancay |
|                              | Primero Salta                               | 7.390               | 26,04               | 1/2                 | 1. Germán Darío Rallé 2. Silvia Mariana Ibarra |
|                              | Avancemos                                   | 3.889               | 13,70               | 0/2                 | 1. Lilia Alejandra Fernández 2. Dardo Aquiles Vera |
|                              | Entre Todos                                 | 3.453               | 12,17               | 0/2                 | 1. María Esther Bellone 2. Marcos Gabriel Pérez |
|                              | Salta Avanza con Vos                        | 2.588               | 9,12                | 0/2                 | 1. Camilo Laime 2. Corina Fernanda Vargas Castaño |
|                              | Juntos por el Cambio                        | 1.305               | 4,59                | 0/2                 | 1. Estela María Cornejo 2. Pastor Leonides Díaz |
|                              | Salta Para Todos                            | 540                 | 1,90                | 0/2                 | 1. Silvina Elizabeth Ruiz 2. Martín Alberto Mendoza |
|                              | Salta Va Con Felicidad                      | 452                 | 1,59                | 0/2                 | 1. Elia María Isabel Tapia 2. Sergio Ricardo Mansilla |
|                              | Frente de Izquierda                         | 437                 | 1,54                | 0/2                 | 1. Juan Ramón Corregidor 2. Mercedes del Valle Vildoza |
|                              | Instrumento Electoral por la Unidad Popular | 416                 | 1,46                | 0/2                 | 1. Emiliano Benigno Hoyos 2. Norma del Valle Barrera |
| Votos positivos              | Votos positivos                             | 28.372              | 94,52               |                     | |
| Votos en blanco              | Votos en blanco                             | 1.643               | 5,47                |                     | |
| Votos nulos                  | Votos nulos                                 | 23                  | 0,07                |                     | |
| Participación                | Participación                               | 30.038              | 71,68               |                     | |
| Electores registrados        | Electores registrados                       | 41.872              | 100                 |                     | |
| San Martín 3 Diputados       |                                             |                     |                     |                     | |
| Partido                      | Partido                                     | Votos               | %                   | Bancas              | Candidatos |
|                              | Frente Salteño                              | 21.054              | 25,82               | 1/3                 | 1. Matías Monteagudo 2. Ana Laura Córdoba 3. Juan Pablo Brito |
|                              | Partido Justicialista                       | 19.191              | 23,54               | 1/3                 | 1. Edgar Gonzalo Domínguez 2. Graciela Noemy Cáceres 3. Rafael Ricardo Ruiz |
|                              | Avancemos                                   | 16.739              | 20,53               | 1/3                 | 1. Mirtha Esther Miller 2. Santiago José Moyano 3. Lilian del Valle Flores |
|                              | Juntos por el Cambio                        | 9.229               | 11,32               | 0/3                 | 1. Federico Agustín Capiton 2. María Cristina Cazón 3. Neri Osvaldo Roldán |
|                              | Entre Todos                                 | 3.712               | 4,55                | 0/3                 | 1. Néstor Romero 2. Marlene Lucía Quinteros 3. Gustavo Daniel Felipe Coria |
|                              | Salta Para Todos                            | 3.114               | 3,81                | 0/3                 | 1. Jorge Luis López 2. Rosa Rodríguez 3. Enrique Gustavo Rioja |
|                              | Salta Avanza con Vos                        | 2.564               | 3,14                | 0/3                 | 1. Gabriela Soledad Guerrero 2. César Darío Taborga 3. Estela del Valle Paz |
|                              | Política Obrera                             | 1.639               | 2,01                | 0/3                 | 1. Natalia del Valle Álvarez 2. Cristian Alfredo Centeno 3. Cintia Yamila León |
|                              | Instrumento Electoral por la Unidad Popular | 1.596               | 1,95                | 0/3                 | 1. Luis Alberto Ángel 2. Ana Mabel Aranda 3. Mario Fabián Gareca |
|                              | Salta Va Con Felicidad                      | 1.360               | 1,66                | 0/3                 | 1. Raúl Eduardo Acosta 2. María del Valle Gerez 3. Mario Antonio Ferreyra |
|                              | Frente de Izquierda                         | 1.324               | 1,62                | 0/3                 | 1. Mabel Rita Quiroga 2. Mauricio Raúl Tarraga 3. Ester Valeria Olmos |
| Votos positivos              | Votos positivos                             | 81.522              | 93,33               |                     | |
| Votos en blanco              | Votos en blanco                             | 5.823               | 6,66                |                     | |
| Votos nulos                  | Votos nulos                                 | 77                  | 0,08                |                     | |
| Participación                | Participación                               | 87.422              | 62,76               |                     | |
| Electores registrados        | Electores registrados                       | 139.162             | 100                 |                     | |
| Guachipas 1 Diputado         |                                             |                     |                     |                     | |
| Partido                      | Partido                                     | Votos               | %                   | Bancas              | Candidatos |
|                              | Unidos por Salta                            | 1.209               | 49,18               | 1/1                 | 1. Néstor Eduardo Parra Ruiz de los Llanos |
|                              | Vamos Salta                                 | 707                 | 28,76               | 0/1                 | 1. José Antonio Ibarra |
|                              | Avancemos                                   | 252                 | 10,25               | 0/1                 | 1. Oscar Javier Starkloff |
|                              | Entre Todos                                 | 177                 | 7,20                | 0/1                 | 1. Luisa Nélida Villagra |
|                              | Salta Avanza con Vos                        | 113                 | 4,59                | 0/1                 | 1. Francisco Alfonso Domingo |
| Votos positivos              | Votos positivos                             | 2.458               | 95,86               |                     | |
| Votos en blanco              | Votos en blanco                             | 106                 | 4,13                |                     | |
| Votos nulos                  | Votos nulos                                 | 1                   | 0,03                |                     | |
| Participación                | Participación                               | 2.565               | 77,18               |                     | |
| Electores registrados        | Electores registrados                       | 3.321               | 100                 |                     | |
| La Caldera 1 Diputado        |                                             |                     |                     |                     | |
| Partido                      | Partido                                     | Votos               | %                   | Bancas              | Candidatos |
|                              | Primero Salta                               | 2.721               | 24,77               | 1/1                 | 1. Luis Gerardo Mendaña |
|                              | Vamos Salta                                 | 2.238               | 20,37               | 0/1                 | 1. Max René Dahas Rallim |
|                              | Juntos por el Cambio                        | 1.646               | 14,98               | 0/1                 | 1. Lorenzo Rolando Carrizo |
|                              | Entre Todos                                 | 1.471               | 13,39               | 0/1                 | 1. César Daniel López |
|                              | Salta Va Con Felicidad                      | 1.299               | 11,82               | 0/1                 | 1. Gustavo Javier Pantaleón |
|                              | Avancemos                                   | 680                 | 6,19                | 0/1                 | 1. Jorge Alejandro Borja |
|                              | Frente de Izquierda                         | 462                 | 4,20                | 0/1                 | 1. Nancy Gabriela Padilla |
|                              | Salta Para Todos                            | 240                 | 2,18                | 0/1                 | 1. Adriana Beatriz Amendolia |
|                              | Salta Avanza con Vos                        | 225                 | 2,04                | 0/1                 | 1. José Edgardo Ordóñez |
| Votos positivos              | Votos positivos                             | 10.982              | 93,82               |                     | |
| Votos en blanco              | Votos en blanco                             | 723                 | 6,17                |                     | |
| Votos nulos                  | Votos nulos                                 | 13                  | 0,11                |                     | |
| Participación                | Participación                               | 11.718              | 74,44               |                     | |
| Electores registrados        | Electores registrados                       | 15.722              | 100                 |                     | |
| La Candelaria 1 Diputado     |                                             |                     |                     |                     | |
| Partido                      | Partido                                     | Votos               | %                   | Bancas              | Candidatos |
|                              | Partido Justicialista                       | 1.345               | 29,59               | 1/1                 | 1. Manuel Norberto Paz |
|                              | Unidos por Salta                            | 900                 | 19,80               | 0/1                 | 1. Francisco Fabio Rodríguez |
|                              | Partido Renovador de Salta                  | 827                 | 18,19               | 0/1                 | 1. Christian Darío Reyes |
|                              | Avancemos                                   | 547                 | 12,03               | 0/1                 | 1. Francisco Solano Pacheco |
|                              | Juntos por el Cambio                        | 470                 | 10,34               | 0/1                 | 1. Ricardo Segundo Uncos |
|                              | Entre Todos                                 | 455                 | 10,01               | 0/1                 | 1. Diego Omar Sanguino |
| Votos positivos              | Votos positivos                             | 4.544               | 96,31               |                     | |
| Votos en blanco              | Votos en blanco                             | 174                 | 3,68                |                     | |
| Votos nulos                  | Votos nulos                                 | 3                   | 0,06                |                     | |
| Participación                | Participación                               | 4.721               | 82,84               |                     | |
| Electores registrados        | Electores registrados                       | 5.695               | 100                 |                     | |
| La Poma 1 Diputado           |                                             |                     |                     |                     | |
| Partido                      | Partido                                     | Votos               | %                   | Bancas              | Candidatos |
|                              | Unidos por Salta                            | 389                 | 33,33               | 1/1                 | 1. Ernesto Rosario Tapia |
|                              | Memoria y Movilización Social               | 326                 | 27,93               | 0/1                 | 1. Brenda Francisca Casimiro |
|                              | Partido Justicialista                       | 310                 | 26,56               | 0/1                 | 1. Mario Robinson Viveros |
|                              | Representar                                 | 142                 | 12,16               | 0/1                 | 1. Miguel León Gutiérrez |
| Votos positivos              | Votos positivos                             | 1.167               | 96,68               |                     | |
| Votos en blanco              | Votos en blanco                             | 40                  | 3,31                |                     | |
| Votos nulos                  | Votos nulos                                 | 0                   | 0,00                |                     | |
| Participación                | Participación                               | 1.207               | 81,55               |                     | |
| Electores registrados        | Electores registrados                       | 1.480               | 100                 |                     | |
| La Viña 1 Diputado           |                                             |                     |                     |                     | |
| Partido                      | Partido                                     | Votos               | %                   | Bancas              | Candidatos |
|                              | Vamos Salta                                 | 3.905               | 69,06               | 1/1                 | 1. Esteban Amat |
|                              | Juntos por el Cambio                        | 1.092               | 19,31               | 0/1                 | 1. Hernando Patricio Campero |
|                              | Avancemos                                   | 657                 | 11,62               | 0/1                 | 1. José Lecuona de Prat |
| Votos positivos              | Votos positivos                             | 5.654               | 91,92               |                     | |
| Votos en blanco              | Votos en blanco                             | 497                 | 8,07                |                     | |
| Votos nulos                  | Votos nulos                                 | 4                   | 0,06                |                     | |
| Participación                | Participación                               | 6.155               | 76,62               |                     | |
| Electores registrados        | Electores registrados                       | 8.027               | 100                 |                     | |
| Los Andes 1 Diputado         |                                             |                     |                     |                     | |
| Partido                      | Partido                                     | Votos               | %                   | Bancas              | Candidatos |
|                              | Partido Justicialista                       | 1.683               | 41,03               | 1/1                 | 1. Gerónimo Avelino Arjona |
|                              | Unidos por Salta                            | 1.408               | 34,33               | 0/1                 | 1. Abdón Saúl Calpanchay |
|                              | Juntos por el Cambio                        | 678                 | 16,53               | 0/1                 | 1. Olga Elizabeth Copa |
|                              | Entre Todos                                 | 332                 | 8,09                | 0/1                 | 1. Félix Isidro Quipildor |
| Votos positivos              | Votos positivos                             | 4.101               | 92,86               |                     | |
| Votos en blanco              | Votos en blanco                             | 315                 | 7,13                |                     | |
| Votos nulos                  | Votos nulos                                 | 4                   | 0,09                |                     | |
| Participación                | Participación                               | 4.420               | 67,85               |                     | |
| Electores registrados        | Electores registrados                       | 6.508               | 100                 |                     | |
| Molinos 1 Diputado           |                                             |                     |                     |                     | |
| Partido                      | Partido                                     | Votos               | %                   | Bancas              | Candidatos |
|                              | Partido Justicialista                       | 2.035               | 56,66               | 1/1                 | 1. Fabio Enrique López |
|                              | Unidos por Salta                            | 1.165               | 32,44               | 0/1                 | 1. Víctor Manuel Fabián |
|                              | Juntos por el Cambio                        | 238                 | 6,62                | 0/1                 | 1. Nancy Edith Asturiano |
|                              | Avancemos                                   | 153                 | 4,26                | 0/1                 | 1. Oscar Alfredo Cardozo |
| Votos positivos              | Votos positivos                             | 3.591               | 95,32               |                     | |
| Votos en blanco              | Votos en blanco                             | 176                 | 4,67                |                     | |
| Votos nulos                  | Votos nulos                                 | 2                   | 0,05                |                     | |
| Participación                | Participación                               | 3.769               | 75,38               |                     | |
| Electores registrados        | Electores registrados                       | 4.997               | 100                 |                     | |
| Orán 3 Diputados             |                                             |                     |                     |                     | |
| Partido                      | Partido                                     | Votos               | %                   | Bancas              | Candidatos |
|                              | Vamos Salta                                 | 17.446              | 24,98               | 2/3                 | 1. Patricia del Carmen Hucena 2. Segio Gerardo Oliva 3. Laura Elizabeth Moyano |
|                              | Unidos por Salta                            | 16.482              | 23,60               | 1/3                 | 1. David Taranto 2. Amelia Elizabeth Acosta 3. Juan Enrique Zazzarini González |
|                              | Partido de la Victoria                      | 7.795               | 11,16               | 0/3                 | 1. Jorgelina Silvana Juárez 2. Carlos Alberto Erzao 3. Sonia Elena Moya |
|                              | Juntos por el Cambio                        | 5.372               | 7,69                | 0/3                 | 1. Lucy Eleuteria Robledo 2. Mario Soria 3. Mirian del Valle Saavedra |
|                              | Avancemos                                   | 5.079               | 7,27                | 0/3                 | 1. Pablo Ezequiel Cobos 2. Mirna del Carmen Ríos 3. Juan Domingo Romero |
|                              | Entre Todos                                 | 4.838               | 6,92                | 0/3                 | 1. Gonzalo Gabriel Díaz 2. Rosa Eusebia Isasmendi 3. Miguel Ángel Risso |
|                              | Frente de Izquierda                         | 3.853               | 5,51                | 0/3                 | 1. Samuel Andrés Huerga 2. Albina Soledad Acosta 3. José Maximiliano Villa |
|                              | Salta Avanza con Vos                        | 3.768               | 5,39                | 0/3                 | 1. Alicia Vilma Schulz 2. Carlos Miguel Burt 3. Marcela del Milagro Ortiz |
|                              | Salta Para Todos                            | 2.462               | 3,52                | 0/3                 | 1. María Julia Pizola 2. Omar Ernesto Rodríguez 3. Eva Lucinda Martínez |
|                              | Política Obrera                             | 1.736               | 2,48                | 0/3                 | 1. Georgia del Milagro Romero 2. Luis Orlando Perachi 3. Mercedes Yolanda Vargas |
|                              | Salta Va Con Felicidad                      | 997                 | 1,42                | 0/3                 | 1. Norberto Christian Felices 2. Rosa Inés Romero 3. Francisco Leandro Haro |
| Votos positivos              | Votos positivos                             | 69.828              | 92,10               |                     | |
| Votos en blanco              | Votos en blanco                             | 5.988               | 7,89                |                     | |
| Votos nulos                  | Votos nulos                                 | 64                  | 0,08                |                     | |
| Participación                | Participación                               | 75.880              | 62,14               |                     | |
| Electores registrados        | Electores registrados                       | 122.005             | 100                 |                     | |
| Rosario de Lerma 2 Diputados |                                             |                     |                     |                     | |
| Partido                      | Partido                                     | Votos               | %                   | Bancas              | Candidatos |
|                              | Avancemos                                   | 5.916               | 22,06               | 1/2                 | 1. Griselda Edith Galleguillos 2. Álvaro Daniel Corbalán |
|                              | Vamos Salta                                 | 5.276               | 19,67               | 1/2                 | 1. Antonio Nicolás Taibo 2. María Laura Paredes Flores |
|                              | Unidos por Salta                            | 4.868               | 18,15               | 0/2                 | 1. Jorge Rodríguez Cornejo 2. Agustina Andrea Saavedra |
|                              | Propuesta Republicana                       | 3.025               | 11,28               | 0/2                 | 1. Aldo Bartolomé Reyes 2. María Dolores Ávila Chávez |
|                              | Entre Todos                                 | 2.659               | 9,91                | 0/2                 | 1. Sara Andrea Gerez 2. Wenceslao Ángel Sulca |
|                              | Juntos por el Cambio                        | 2.297               | 8,56                | 0/2                 | 1. Sandra Marcela Espeche 2. Juan Carlos Ojeda |
|                              | Salta Para Todos                            | 805                 | 3,00                | 0/2                 | 1. Luciano Manuel Martínez Ugarte 2. Gladys Isabel Pistan |
|                              | Frente de Izquierda                         | 556                 | 2,07                | 0/2                 | 1. Blanca Lorena Subelza 2. Juan Pastor Cruz |
|                              | Política Obrera                             | 512                 | 1,90                | 0/2                 | 1. Jessica Eliana Montaño 2. Enrique Hernán Paredes |
|                              | Salta Va Con Felicidad                      | 474                 | 1,76                | 0/2                 | 1. Sandra Legal 2. Benjamín Amadeo Guanuco |
|                              | Salta Avanza con Vos                        | 424                 | 1,58                | 0/2                 | 1. Alicia Virginia Alias 2. Federico Blas Tapia |
| Votos positivos              | Votos positivos                             | 26.812              | 93,71               |                     | |
| Votos en blanco              | Votos en blanco                             | 1.799               | 6,28                |                     | |
| Votos nulos                  | Votos nulos                                 | 21                  | 0,07                |                     | |
| Participación                | Participación                               | 28.632              | 74,17               |                     | |
| Electores registrados        | Electores registrados                       | 38.571              | 100                 |                     | |
| San Carlos 1 Diputado        |                                             |                     |                     |                     | |
| Partido                      | Partido                                     | Votos               | %                   | Bancas              | Candidatos |
|                              | Partido Justicialista                       | 1.711               | 35,40               | 1/1                 | 1. Héctor Raúl Vargas |
|                              | Unidos por Salta                            | 785                 | 16,24               | 0/1                 | 1. José Luis Ariel Gutiérrez |
|                              | Avancemos                                   | 667                 | 13,80               | 0/1                 | 1. Roque Nicolás Carrizo |
|                              | Partido del Trabajo y la Equidad            | 588                 | 12,16               | 0/1                 | 1. Mercedes Antonieta Taibo |
|                              | Frente Salteño                              | 526                 | 10,88               | 0/1                 | 1. Sergio Darío Cisneros |
|                              | Entre Todos                                 | 356                 | 7,36                | 0/1                 | 1. Fernando Gustavo Guaymas |
|                              | Juntos por el Cambio                        | 145                 | 3,00                | 0/1                 | 1. Rubén Catacata |
|                              | Salta Va Con Felicidad                      | 55                  | 1,13                | 0/1                 | 1. Eustaquio Agustín Díaz |
| Votos positivos              | Votos positivos                             | 4.833               | 96,87               |                     | |
| Votos en blanco              | Votos en blanco                             | 156                 | 3,12                |                     | |
| Votos nulos                  | Votos nulos                                 | 9                   | 0,18                |                     | |
| Participación                | Participación                               | 4.998               | 76,95               |                     | |
| Electores registrados        | Electores registrados                       | 6.483               | 100                 |                     | |
| Santa Victoria 1 Diputado    |                                             |                     |                     |                     | |
| Partido                      | Partido                                     | Votos               | %                   | Bancas              | Candidatos |
|                              | Memoria y Movilización Social               | 2.149               | 39,47               | 1/1                 | 1. Enzo Hernán Chauque |
|                              | Partido Justicialista                       | 1.904               | 34,97               | 0/1                 | 1. Francisco Osbaldo Acosta |
|                              | Unidos por Salta                            | 1.021               | 18,75               | 0/1                 | 1. Celso Rubén Copa |
|                              | Entre Todos                                 | 218                 | 4,00                | 0/1                 | 1. Manuel Chauque |
|                              | Salta Para Todos                            | 152                 | 2,79                | 0/1                 | 1. Carla Dalila Vázquez |
| Votos positivos              | Votos positivos                             | 5.444               | 96,42               |                     | |
| Votos en blanco              | Votos en blanco                             | 202                 | 3,57                |                     | |
| Votos nulos                  | Votos nulos                                 | 5                   | 0,08                |                     | |
| Participación                | Participación                               | 5.651               | 68,70               |                     | |
| Electores registrados        | Electores registrados                       | 8.218               | 100                 |                     | |

### Cámara de Senadores
| ← 2021 · Cámara de Senadores · 2025 → | ← 2021 · Cámara de Senadores · 2025 →       | ← 2021 · Cámara de Senadores · 2025 →       | ← 2021 · Cámara de Senadores · 2025 → | ← 2021 · Cámara de Senadores · 2025 → | ← 2021 · Cámara de Senadores · 2025 → |
| Partido                               | Partido                                     | Partido                                     | Votos                                 | %                                     | Bancas                                |
| ------------------------------------- | ------------------------------------------- | ------------------------------------------- | ------------------------------------- | ------------------------------------- | ------------------------------------- |
|                                       |                                             | Vamos Salta                                 | 83.412                                | 28,69                                 | 4/11                                  |
|                                       | Unidos por Salta                            | 57.291                                      | 19,71                                 | 4/11                                  |                                       |
|                                       | Partido Justicialista                       | 27.123                                      | 9,33                                  | 3/11                                  |                                       |
|                                       | Primero Salta                               | 4.940                                       | 1,70                                  |                                       |                                       |
|                                       | Memoria y Movilización Social               | 1.976                                       | 0,68                                  |                                       |                                       |
|                                       | Partido Renovador de Salta                  | 1.042                                       | 0,36                                  |                                       |                                       |
| Total Alianza Gustavo Gobernador      | Total Alianza Gustavo Gobernador            | Total Alianza Gustavo Gobernador            | 175.784                               | 60,47                                 | 11/11                                 |
|                                       |                                             | Avancemos                                   | 36.158                                | 12,44                                 |                                       |
|                                       | Partido de la Victoria                      | 7.687                                       | 2,64                                  |                                       |                                       |
| Total Avancemos                       | Total Avancemos                             | Total Avancemos                             | 43.845                                | 15,08                                 |                                       |
|                                       | Juntos por el Cambio                        | Juntos por el Cambio                        | 28.122                                | 9,67                                  |                                       |
|                                       |                                             | Entre Todos                                 | 11.158                                | 3,84                                  |                                       |
|                                       | Igualar                                     | 937                                         | 0,32                                  |                                       |                                       |
| Total Entre Todos                     | Total Entre Todos                           | Total Entre Todos                           | 12.095                                | 4,16                                  |                                       |
|                                       | Salta Avanza con Vos                        | Salta Avanza con Vos                        | 9.300                                 | 3,20                                  |                                       |
|                                       | Salta Para Todos                            | Salta Para Todos                            | 8.017                                 | 2,76                                  |                                       |
|                                       | Salta Va Con Felicidad                      | Salta Va Con Felicidad                      | 4.361                                 | 1,50                                  |                                       |
|                                       | Política Obrera                             | Política Obrera                             | 4.140                                 | 1,42                                  |                                       |
|                                       | Frente de Izquierda                         | Frente de Izquierda                         | 3.282                                 | 1,13                                  |                                       |
|                                       | Instrumento Electoral por la Unidad Popular | Instrumento Electoral por la Unidad Popular | 1.762                                 | 0,61                                  |                                       |
| Votos positivos                       | Votos positivos                             | Votos positivos                             | 290.708                               | 93,37                                 |                                       |
| Votos en blanco                       | Votos en blanco                             | Votos en blanco                             | 20.385                                | 6,55                                  |                                       |
| Votos nulos                           | Votos nulos                                 | Votos nulos                                 | 274                                   | 0,09                                  |                                       |
| Participación                         | Participación                               | Participación                               | 311.367                               | 65,72                                 |                                       |
| Electores registrados                 | Electores registrados                       | Electores registrados                       | 473.811                               | 100                                   |                                       |
| Fuentes:                              |                                             |                                             |                                       |                                       |                                       |

#### Resultados por departamento
| Anta 1 Senador                    | Anta 1 Senador        | Anta 1 Senador                              | Anta 1 Senador | Anta 1 Senador |
| Candidato                         | Partido               | Partido                                     | Votos          | %              |
| --------------------------------- | --------------------- | ------------------------------------------- | -------------- | -------------- |
| Alejandra Beatriz Navarro         |                       | Unidos por Salta                            | 13.428         | 41,56          |
| Jorge Gustavo Esquivel            |                       | Partido Justicialista                       | 12.535         | 38,80          |
| Julia Isabel Fernández            |                       | Juntos por el Cambio                        | 2.272          | 7,03           |
| Natividad de Jesús Roldán         |                       | Avancemos                                   | 2.060          | 6,38           |
| Luis Oscar Jauregui               |                       | Entre Todos                                 | 1.012          | 3,13           |
| David Pablo Luis Cajal            |                       | Salta Va Con Felicidad                      | 388            | 1,20           |
| María Malena Villagra             |                       | Salta Para Todos                            | 367            | 1,14           |
| Juan Carlos Reyes                 |                       | Instrumento Electoral por la Unidad Popular | 245            | 0,76           |
| Votos positivos                   | Votos positivos       | Votos positivos                             | 32.307         | 94,22          |
| Votos en blanco                   | Votos en blanco       | Votos en blanco                             | 1.936          | 5,65           |
| Votos nulos                       | Votos nulos           | Votos nulos                                 | 46             | 0,13           |
| Participación                     | Participación         | Participación                               | 34.289         | 66,03          |
| Electores registrados             | Electores registrados | Electores registrados                       | 51.930         | 100            |
| Cerrillos 1 Senador               |                       |                                             |                |                |
| Candidato                         | Partido               | Partido                                     | Votos          | %              |
| Gonzalo Caro Dávalos              |                       | Unidos por Salta                            | 9.113          | 32,20          |
| Carlso Fernando Sanz Vega         |                       | Vamos Salta                                 | 7.649          | 27,03          |
| María del Carmen Jora             |                       | Juntos por el Cambio                        | 4.128          | 14,59          |
| Juan Pablo Mesón Gana             |                       | Avancemos                                   | 1.697          | 6,00           |
| Víctor Eduardo Baduna Gomeza      |                       | Salta Avanza con Vos                        | 1.550          | 5,48           |
| Juan Ignacio Rueda                |                       | Salta Para Todos                            | 1.311          | 4,63           |
| Adriana Elizabeth Frías           |                       | Entre Todos                                 | 1.230          | 4,35           |
| Noemí de los Ángeles Farfán       |                       | Salta Va Con Felicidad                      | 980            | 3,46           |
| Félix Raúl Molina                 |                       | Igualar                                     | 643            | 2,27           |
| Votos positivos                   | Votos positivos       | Votos positivos                             | 28.301         | 90,51          |
| Votos en blanco                   | Votos en blanco       | Votos en blanco                             | 2.941          | 9,41           |
| Votos nulos                       | Votos nulos           | Votos nulos                                 | 28             | 0,09           |
| Participación                     | Participación         | Participación                               | 31.270         | 74,65          |
| Electores registrados             | Electores registrados | Electores registrados                       | 41.889         | 100            |
| General San Martín 1 Senador      |                       |                                             |                |                |
| Candidato                         | Partido               | Partido                                     | Votos          | %              |
| Manuel Oscar Pailler              |                       | Vamos Salta                                 | 41.108         | 50,10          |
| Jorge Miguel Restom               |                       | Avancemos                                   | 16.937         | 20,64          |
| Valeria Alejandra Fernández       |                       | Juntos por el Cambio                        | 8.893          | 10,84          |
| Amelia del Carmen Cinchón         |                       | Salta Avanza con Vos                        | 3.535          | 4,31           |
| César Adolfo Abregu               |                       | Entre Todos                                 | 3.436          | 4,19           |
| Reina Nancy López                 |                       | Salta Para Todos                            | 2.665          | 3,25           |
| Hernán Favio Paz                  |                       | Política Obrera                             | 1.964          | 2,39           |
| Hernán Abelardo Márquez           |                       | Instrumento Electoral por la Unidad Popular | 1.248          | 1,52           |
| Elsa Karina Tejerina              |                       | Frente de Izquierda                         | 1.162          | 1,42           |
| Aldo Ernesto López                |                       | Salta Va Con Felicidad                      | 1.108          | 1,35           |
| Votos positivos                   | Votos positivos       | Votos positivos                             | 82.056         | 93,86          |
| Votos en blanco                   | Votos en blanco       | Votos en blanco                             | 5.290          | 6,05           |
| Votos nulos                       | Votos nulos           | Votos nulos                                 | 77             | 0,09           |
| Participación                     | Participación         | Participación                               | 87.423         | 62,82          |
| Electores registrados             | Electores registrados | Electores registrados                       | 139.162        | 100            |
| Iruya 1 Senador                   |                       |                                             |                |                |
| Candidato                         | Partido               | Partido                                     | Votos          | %              |
| Walter Hernán Cruz                |                       | Unidos por Salta                            | 1.740          | 48,52          |
| Luis Alfredo Zambrano             |                       | Partido Justicialista                       | 1.314          | 36,64          |
| Felipe Armando Velásquez          |                       | Avancemos                                   | 405            | 11,29          |
| Andrés Nicolás Lunda              |                       | Entre Todos                                 | 82             | 2,29           |
| Nicolás Rodríguez                 |                       | Salta Para Todos                            | 45             | 1,25           |
| Votos positivos                   | Votos positivos       | Votos positivos                             | 3.586          | 97,31          |
| Votos en blanco                   | Votos en blanco       | Votos en blanco                             | 97             | 2,63           |
| Votos nulos                       | Votos nulos           | Votos nulos                                 | 2              | 0,05           |
| Participación                     | Participación         | Participación                               | 3.685          | 74,84          |
| Electores registrados             | Electores registrados | Electores registrados                       | 4.924          | 100            |
| La Candelaria 1 Senador           |                       |                                             |                |                |
| Candidato                         | Partido               | Partido                                     | Votos          | %              |
| Carlos Fabián López               |                       | Partido Justicialista                       | 1.760          | 38,83          |
| Reimundo Alberto Sanz             |                       | Partido Renovador de Salta                  | 1.042          | 22,99          |
| Alfredo Francisco Sanguino        |                       | Unidos por Salta                            | 812            | 17,91          |
| Julio César Galván                |                       | Entre Todos                                 | 493            | 10,88          |
| María Ramona Benita Apaza         |                       | Avancemos                                   | 243            | 5,36           |
| Hugo Enrique Moya                 |                       | Juntos por el Cambio                        | 183            | 4,04           |
| Votos positivos                   | Votos positivos       | Votos positivos                             | 4.533          | 96,02          |
| Votos en blanco                   | Votos en blanco       | Votos en blanco                             | 185            | 3,92           |
| Votos nulos                       | Votos nulos           | Votos nulos                                 | 3              | 0,06           |
| Participación                     | Participación         | Participación                               | 4.721          | 82,90          |
| Electores registrados             | Electores registrados | Electores registrados                       | 5.695          | 100            |
| La Viña 1 Senador                 |                       |                                             |                |                |
| Candidato                         | Partido               | Partido                                     | Votos          | %              |
| Jorge Pablo Soto                  |                       | Vamos Salta                                 | 3.411          | 60,35          |
| Silvina del Valle Núñez           |                       | Juntos por el Cambio                        | 1.770          | 31,32          |
| Jorge Ricardo Marcelino Benavides |                       | Avancemos                                   | 471            | 8,33           |
| Votos positivos                   | Votos positivos       | Votos positivos                             | 5.652          | 91,83          |
| Votos en blanco                   | Votos en blanco       | Votos en blanco                             | 499            | 8,11           |
| Votos nulos                       | Votos nulos           | Votos nulos                                 | 4              | 76,68          |
| Participación                     | Participación         | Participación                               | 6.155          | 76,68          |
| Electores registrados             | Electores registrados | Electores registrados                       | 8.027          | 100            |
| Metán 1 Senador                   |                       |                                             |                |                |
| Candidato                         | Partido               | Partido                                     | Votos          | %              |
| Héctor Daniel D'Auria             |                       | Vamos Salta                                 | 8.402          | 39,00          |
| María Laura Thomas                |                       | Avancemos                                   | 4.771          | 22,14          |
| Roberto Enrique Gramaglia         |                       | Unidos por Salta                            | 3.685          | 17,10          |
| Fernando Santiago de San Román    |                       | Juntos por el Cambio                        | 2.455          | 11,39          |
| Ramiro Eduardo García             |                       | Salta Avanza con Vos                        | 466            | 2,16           |
| Gastón Alejandro García           |                       | Salta Para Todos                            | 454            | 2,11           |
| Marcos Antonio Teseyra            |                       | Entre Todos                                 | 445            | 2,07           |
| Juan Carlos Soza                  |                       | Política Obrera                             | 314            | 1,46           |
| Néstor Fabián Ontiveros           |                       | Igualar                                     | 294            | 1,36           |
| José Benito Santillán             |                       | Frente de Izquierda                         | 260            | 1,21           |
| Votos positivos                   | Votos positivos       | Votos positivos                             | 21.546         | 93,61          |
| Votos en blanco                   | Votos en blanco       | Votos en blanco                             | 1.448          | 6,29           |
| Votos nulos                       | Votos nulos           | Votos nulos                                 | 24             | 0,10           |
| Participación                     | Participación         | Participación                               | 23.018         | 63,72          |
| Electores registrados             | Electores registrados | Electores registrados                       | 36.121         | 100            |
| Orán 1 Senador                    |                       |                                             |                |                |
| Candidato                         | Partido               | Partido                                     | Votos          | %              |
| Juan Cruz Curá                    |                       | Unidos por Salta                            | 21.886         | 31,27          |
| Claudia Gloria Seco               |                       | Vamos Salta                                 | 16.208         | 23,16          |
| Alejandro Jesús Esper             |                       | Partido de la Victoria                      | 7.687          | 10,98          |
| Osvaldo Ariel Pomares             |                       | Juntos por el Cambio                        | 6.209          | 8,87           |
| Nelly Mabel Bruno                 |                       | Avancemos                                   | 3.890          | 5,56           |
| Santiago Savoy                    |                       | Entre Todos                                 | 3.471          | 4,96           |
| Cristian Rodolfo Villafañe        |                       | Salta Avanza con Vos                        | 3.146          | 4,49           |
| Alcira Elsa Figueroa              |                       | Salta Para Todos                            | 2.418          | 3,45           |
| Cinta Noelia Mendoza              |                       | Política Obrera                             | 1.862          | 2,66           |
| Darío Benjamín Ruiz               |                       | Frente de Izquierda                         | 1.692          | 2,42           |
| Alberto Gerardo Mollo             |                       | Salta Va Con Felicidad                      | 1.521          | 2,17           |
| Votos positivos                   | Votos positivos       | Votos positivos                             | 69.990         | 92,24          |
| Votos en blanco                   | Votos en blanco       | Votos en blanco                             | 5.826          | 7,68           |
| Votos nulos                       | Votos nulos           | Votos nulos                                 | 64             | 0,08           |
| Participación                     | Participación         | Participación                               | 75.880         | 92,19          |
| Electores registrados             | Electores registrados | Electores registrados                       | 122.005        | 100            |
| Rivadavia 1 Senador               |                       |                                             |                |                |
| Candidato                         | Partido               | Partido                                     | Votos          | %              |
| Mashur Lapad                      |                       | Partido Justicialista                       | 9.304          | 49,49          |
| Marcos García                     |                       | Primero Salta                               | 4.940          | 26,28          |
| Eliberto Gaspar                   |                       | Avancemos                                   | 3.207          | 17,06          |
| Alejandro García                  |                       | Entre Todos                                 | 491            | 2,61           |
| Rodolfo Mario Fernández Rostello  |                       | Salta Para Todos                            | 460            | 2,45           |
| Celedonio Torres                  |                       | Juntos por el Cambio                        | 398            | 2,12           |
| Votos positivos                   | Votos positivos       | Votos positivos                             | 18.800         | 95,17          |
| Votos en blanco                   | Votos en blanco       | Votos en blanco                             | 947            | 4,79           |
| Votos nulos                       | Votos nulos           | Votos nulos                                 | 8              | 0,04           |
| Participación                     | Participación         | Participación                               | 19.755         | 67,00          |
| Electores registrados             | Electores registrados | Electores registrados                       | 29.483         | 100            |
| Rosario de la Frontera 1 Senador  |                       |                                             |                |                |
| Candidato                         | Partido               | Partido                                     | Votos          | %              |
| Javier Alberto Mónico Graciano    |                       | Vamos Salta                                 | 6.634          | 35,86          |
| Diego Sebastián Pérez             |                       | Unidos por Salta                            | 5.699          | 30,80          |
| María Isabel Prados               |                       | Avancemos                                   | 2.477          | 13,39          |
| José Natalio Iglesias             |                       | Juntos por el Cambio                        | 1.814          | 9,80           |
| María Bettina Saade Tobías        |                       | Salta Avanza con Vos                        | 603            | 3,26           |
| Fátima Aurelia Navarro            |                       | Salta Va Con Felicidad                      | 364            | 1,97           |
| Patricia Alejandra Ligorria       |                       | Entre Todos                                 | 304            | 1,64           |
| Jaime Natalio Albarracín          |                       | Instrumento Electoral por la Unidad Popular | 269            | 1,45           |
| Willian Ernesto Aponte            |                       | Salta Para Todos                            | 170            | 0,92           |
| Claudio Esteban Dorado            |                       | Frente de Izquierda                         | 168            | 0,91           |
| Votos positivos                   | Votos positivos       | Votos positivos                             | 18.502         | 94,78          |
| Votos en blanco                   | Votos en blanco       | Votos en blanco                             | 1.005          | 5,15           |
| Votos nulos                       | Votos nulos           | Votos nulos                                 | 13             | 0,07           |
| Participación                     | Participación         | Participación                               | 19.520         | 74,06          |
| Electores registrados             | Electores registrados | Electores registrados                       | 26.357         | 100            |
| Santa Victoria 1 Senador          |                       |                                             |                |                |
| Candidato                         | Partido               | Partido                                     | Votos          | %              |
| Luis Arnaldo Altamirano           |                       | Partido Justicialista                       | 2.210          | 40,66          |
| Rodolfo Lucas Origüela            |                       | Memoria y Movilización Social               | 1.976          | 36,36          |
| Carlos Nicolás Ampuero            |                       | Unidos por Salta                            | 928            | 17,07          |
| Lino Andrés Flores                |                       | Entre Todos                                 | 194            | 3,57           |
| Estanislada Mendoza               |                       | Salta Para Todos                            | 127            | 2,34           |
| Votos positivos                   | Votos positivos       | Votos positivos                             | 5.435          | 96,18          |
| Votos en blanco                   | Votos en blanco       | Votos en blanco                             | 211            | 3,73           |
| Votos nulos                       | Votos nulos           | Votos nulos                                 | 5              | 0,09           |
| Participación                     | Participación         | Participación                               | 5.651          | 68,76          |
| Electores registrados             | Electores registrados | Electores registrados                       | 8.218          | 100            |